# EuroNight

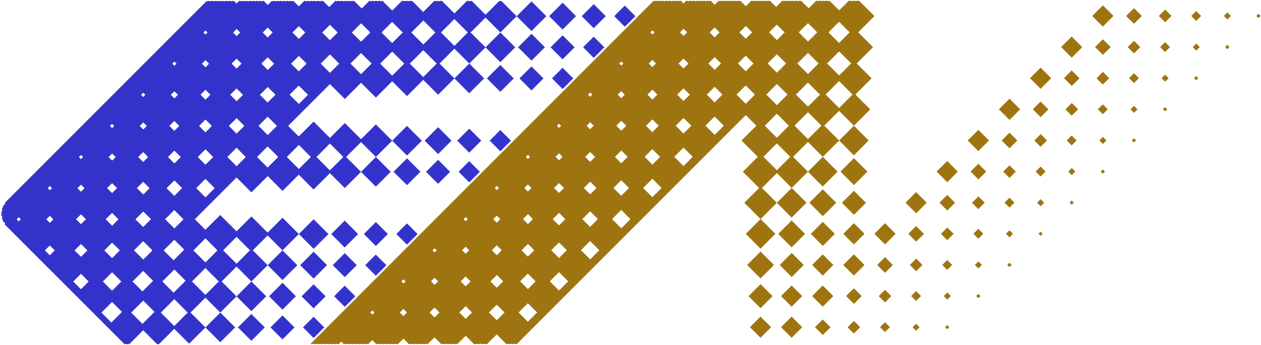
Эмблема EuroNight

EuroNight (сокращенно EN) — магистральные национальные и международные ночные поезда в рамках Европейской сети междугородних железных дорог, ближайший аналог российских поездов дальнего следования.

## Описание
В отличие от дневных междугородных поездов EuroCity, поезда EuroNight, как правило, ходят в ночное время и предоставляют услуги для сна. Почти все поезда EuroNight используют тарифные надбавки для услуг в дополнение к регулярной стоимости билета от места отправления до пункта прибытия. Эти надбавки зависят от того, хочет ли путешественник сидеть в кресле, спать «лёжа в постели» (мягкой кушеткой с одеялом и маленькой подушкой), или в кровати, которая предоставляется с матрасом и комплектом постельных принадлежностей (простыни, одеяла, подушки).

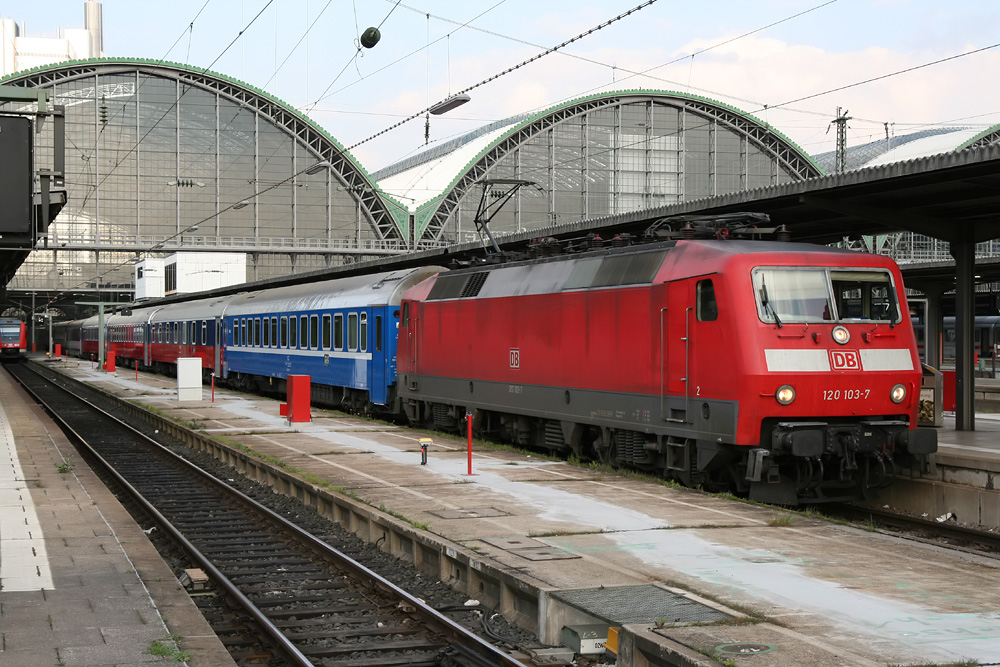
Поезд EN на вокзале Франкфурта

EN являются стандартными ночными поездами для всех западно-европейских и большинства центрально-европейских стран, приняв эстафету от предшествовавших поездов D-Nacht, многие из которых до сих пор работают в Центральной и Восточной Европе. Для получения статуса EN поезда должны удовлетворять специальным критериям.
Номер поезда имеет префикс EN. Многие маршруты по-прежнему используют номера, сохранившиеся с XIX и XX веков. Так, EN 264 до 2009 года проходил участок классического Восточного экспресса от Вены до Страсбурга), Берлинский ночной экспресс по-прежнему ходит между Берлином (Германия) и Мальмё (Швеция), a Римский экспресс соединяет Францию и Италию.

## Типы вагонов EuroNight
Спальные вагоны (Sleeping cars)
Это отдельные купе, с 1, 2 или 3 кроватями. Часто купе предназначаются отдельно для мужчин и женщин, если они не забронированы для пары или семьи.
- Купе на 1 человека называемые «special» или «single» доступны для владельцев билетов 1-го класса.
- Двухместные купе, иногда называемый «T2/Tourist 2».
- Трёхместные купе, называемые «T3 / Туристические 3».

Купейные и плацкартные вагоны (Couchette cars)
Купейные и плацкартные вагоны предлагают стандартное спальное размещение. Они предлагают место для сна вместе с подушкой, одеялом и простыней. Есть купейные вагоны с купе для 4 человек и плацкартные вагоны с отделениями на 6 человек. Ванные и туалеты расположены в конце каждого вагона.
Sleeperettes
В некоторых ночных поездах есть складывающиеся сидения (sleeperettes).